# Напад на готель SYL в Могадішо та облога (2024)
14 березня 2024 року терорист-смертник, пов'язаний з «Аш-Шабааб», підірвав пристрій біля готелю SYL в Могадішо, Сомалі. Повідомлялося про загибель
трьох охоронців і двох співробітників служби безпеки. Після цього п'ятеро озброєних людей штурмували готель протягом 13-годинної облоги, що призвело до перестрілки з армією, в результаті якої загинули троє солдатів і шестеро нападників. Ще двадцять сім осіб були поранені. Готель розташований недалеко від Президентського палацу. Це робить його популярним серед урядовців.